# Sport-Club Freiburg 1996-1997
Questa voce raccoglie le informazioni riguardanti lo Sport-Club Freiburg nelle competizioni ufficiali della stagione 1996-1997.

## Stagione
Nella stagione 1996-1997 il Friburgo, allenato da Volker Finke, concluse il campionato di Bundesliga al 17º posto e fu retrocesso in 2. Bundesliga. In Coppa di Germania il Friburgo fu eliminato ai quarti di finale dallo Stoccarda.

## Rosa
| N. |                     | Ruolo | Calciatore             |
| -- | ------------------- | ----- | ---------------------- |
| 1  | Germania (bandiera) | P     | Jörg Schmadtke         |
| 2  | Germania (bandiera) | D     | Martin Spanring        |
| 6  | Germania (bandiera) | D     | Steffen Korell         |
| 7  | Croazia (bandiera)  | A     | Nikola Jurčević        |
| 8  | Germania (bandiera) | C     | Thomas Rath            |
| 9  | Austria (bandiera)  | C     | Stephan Marasek        |
| 10 | Germania (bandiera) | C     | Maximilian Heidenreich |
| 12 | Germania (bandiera) | C     | Ralf Kohl              |
| 13 | Germania (bandiera) | D     | Stefan Müller          |
| 14 | Austria (bandiera)  | C     | Michael Wagner         |
| 15 | Germania (bandiera) | C     | Oliver Freund          |
| 16 | Grecia (bandiera)   | A     | Paschalis Seretis      |

| N. |                        | Ruolo | Calciatore        |
| -- | ---------------------- | ----- | ----------------- |
| 17 | Germania (bandiera)    | C     | Florian Blank     |
| 18 | Germania (bandiera)    | D     | Karsten Neitzel   |
| 19 | Germania (bandiera)    | C     | Andreas Bornemann |
| 20 | Croazia (bandiera)     | D     | Damir Burić       |
| 21 | Germania (bandiera)    | D     | Axel Sundermann   |
| 22 | Germania (bandiera)    | A     | Uwe Wassmer       |
| 23 | Germania (bandiera)    | P     | Dietmar Hummel    |
| 24 | Germania (bandiera)    | P     | Stefan Beneking   |
| 27 | Paesi Bassi (bandiera) | A     | Harry Decheiver   |
| 28 | Tunisia (bandiera)     | C     | Marouene Guezmir  |
| 34 | Germania (bandiera)    | C     | Michael Sternkopf |
| 35 | Germania (bandiera)    | D     | Michael Frontzeck |

## Organigramma societario
Area tecnica
- Allenatore: Volker Finke
- Allenatore in seconda: Achim Sarstedt
- Preparatore dei portieri:
- Preparatori atletici:

## Calciomercato

### Sessione estiva
| Acquisti | Acquisti          | Acquisti            | Acquisti |
| R.       | Nome              | da                  | Modalità |
| -------- | ----------------- | ------------------- | -------- |
| C        | Michael Sternkopf | Borussia M'gladbach |          |
| C        | Dieter Frey       | Bayern Monaco       |          |
| C        | Marouene Guezmir  | Espérance           |          |
| C        | Stephan Marasek   | Rapid Vienna        |          |
| C        | Michael Wagner    | Austria Vienna      |          |

| Cessioni | Cessioni | Cessioni | Cessioni |
| R.       | Nome     | a        | Modalità |
| -------- | -------- | -------- | -------- |

### Sessione invernale
| Acquisti | Acquisti          | Acquisti        | Acquisti |
| R.       | Nome              | da              | Modalità |
| -------- | ----------------- | --------------- | -------- |
| D        | Michael Frontzeck | Manchester City |          |

| Cessioni | Cessioni     | Cessioni  | Cessioni |
| R.       | Nome         | a         | Modalità |
| -------- | ------------ | --------- | -------- |
| C        | Alain Sutter | FC Dallas |          |

## Risultati

### Bundesliga

#### Girone di andata
| Arbitro: | Krug |

|                                      |           |                        |
| Decheiver 24’, 45’ Sutter 85’ (rig.) | Marcatori | 63’, 72’ (rig.) Herzog |

| Arbitro: | Wack |

|                                                                |           |               |
| Bäron 4’ Friis-Hansen 12’ Spörl 27’ (rig.), 33’ Ivanauskas 80’ | Marcatori | 56’ Decheiver |

| Arbitro: | Merk |

|           |           |                               |
| Zeyer 52’ | Marcatori | 9’ Gaißmayer 86’, 90’ Polster |

| Arbitro: | Fleske |

|                                      |           |                      |
| Riedle 8’ Heinrich 29’ Tretschok 77’ | Marcatori | 51’ (rig.) Decheiver |

| Arbitro: | Heynemann |

|                 |           |                        |
| Koch 32’ (aut.) | Marcatori | 42’ Mehlhorn 53’ Cyroń |

| Arbitro: | Steinborn |

|                                          |           |  |
| Borimirov 57’, 76’ Nowak 73’ Winkler 80’ | Marcatori |  |

| Arbitro: | Malbranc |

|                                                                     |           |                                 |
| Kirsten 24’ Sérgio 32’ Feldhoff 56’ (rig.) Heintze 78’ Lehnhoff 85’ | Marcatori | 14’ Frey 68’ Sutter 86’ Wassmer |

| Arbitro: | Kemmling |

|           |           |  |
| Burić 58’ | Marcatori |  |

| Arbitro: | Krug |

|                                        |           |                    |
| Bobic 12’ Schneider 39’ Élber 64’, 68’ | Marcatori | 17’, 52’ Decheiver |

| Arbitro: | Buchhart |

|              |           |  |
| Spanring 65’ | Marcatori |  |

| Arbitro: | Aust |

|                         |           |  |
| Pisarev 22’ Driller 79’ | Marcatori |  |

| Arbitro: | Strampe |

|  |           |            |
|  | Marcatori | 9’ Peschel |

| Arbitro: | Fröhlich |

|                  |           |                                  |
| Marin 68’ (rig.) | Marcatori | 35’, 70’, 72’ Wassmer 76’ Sutter |

| Friburgo in Brisgovia 16 novembre 1996, ore 15:30 CET 14ª giornata | Friburgo  | 0 – 0 referto | Bayern Monaco | Dreisamstadion (22 500 spett.)\| Arbitro: \| Heynemann \| |
| Arbitro:                                                           | Heynemann |               |               |                                                           |

| Arbitro: | Fleske |

|                    |           |  |
| Kuntz 2’ Reina 73’ | Marcatori |  |

| Arbitro: | Steinborn |

|                               |           |                              |
| Sutter 17’ Wilmots 46’ (aut.) | Marcatori | 45’ Anderbrügge 82’, 87’ Max |

| Arbitro: | Krug |

|                                      |           |  |
| Reich 29’ Carl 44’ Dundee 69’ (rig.) | Marcatori |  |

#### Girone di ritorno
| Arbitro: | Dardenne |

|                   |           |  |
| Herzog 80’ (rig.) | Marcatori |  |

| Arbitro: | Koop |

|  |           |                                                  |
|  | Marcatori | 32’ Kmetsch 45’ Spörl 75’ Salihamidžić 81’ Bäron |

| Arbitro: | Wack |

|               |           |  |
| Gaißmayer 76’ | Marcatori |  |

| Arbitro: | Aust |

|             |           |                           |
| Wassmer 24’ | Marcatori | 26’ Tanko 86’ (rig.) Zorc |

| Arbitro: | Malbranc |

|                         |           |                 |
| Younga-Mouhani 40’, 62’ | Marcatori | 90’ (rig.) Rath |

| Arbitro: | Fröhlich |

|                           |           |                  |
| Burić 50’ Heidenreich 68’ | Marcatori | 23’, 31’ Winkler |

| Arbitro: | Strampe |

|                  |           |                               |
| Kovač 51’ (aut.) | Marcatori | 57’ (rig.) Kirsten 61’ Sérgio |

| Arbitro: | Steinborn |

|                                     |           |           |
| Baumgart 3’ Beinlich 40’ Studer 49’ | Marcatori | 16’ Spies |

| Arbitro: | Jansen |

|             |           |              |
| Wassmer 66’ | Marcatori | 64’ Gilewicz |

| Arbitro: | Albrecht |

|                                         |           |                                          |
| Dahlin 3’, 23’ Lupescu 50’ Pflipsen 57’ | Marcatori | 22’ (aut.) Hoersen 31’ Spies 88’ Wassmer |

| Arbitro: | Weber |

|                                                          |           |  |
| Kohl 3’ Heidenreich 7’ Thomforde 58’ (aut.) Jurčević 68’ | Marcatori |  |

| Arbitro: | Schütz |

|                            |           |                          |
| Wosz 6’, 77’ Gülünoğlu 60’ | Marcatori | 21’ Sundermann 53’ Spies |

| Arbitro: | Dardenne |

|                                  |           |  |
| Frontzeck 53’ (rig.) Guezmir 85’ | Marcatori |  |

| Monaco di Baviera 10 maggio 1997, ore 15:30 CEST 31ª giornata | Bayern Monaco | 0 – 0 referto | Friburgo | Stadio Olimpico (63 000 spett.)\| Arbitro: \| Fleske \| |
| Arbitro:                                                      | Fleske        |               |          |                                                         |

| Arbitro: | Kemmling |

|                     |           |          |
| Burić 43’ Zeyer 86’ | Marcatori | 27’ Maas |

| Arbitro: | Hilmes |

|  |           |                         |
|  | Marcatori | 59’ Jurčević 87’ Freund |

| Arbitro: | Heynemann |

|              |           |            |
| Jurčević 36’ | Marcatori | 15’ Tarnat |

### Coppa di Germania
| Arbitro: | Dardenne |

|  |           |                          |
|  | Marcatori | 37’ Jurčević 81’ Wassmer |

| Arbitro: | Berg |

|  |           |              |
|  | Marcatori | 71’ Spanring |

| Arbitro: | Wagner |

|                                   |           |            |
| Decheiver 72’ (rig.) Spanring 86’ | Marcatori | 53’ Thoben |

| Arbitro: | Fandel |

|                                     |                      |                              |
| Spanring 62’                        | Marcatori            | 48’ Bobic                    |
| Schmadtke Spanring Decheiver Sutter | Tiri di rigore 2 – 4 | Verlaat Soldo Foda Wohlfahrt |

## Statistiche

### Statistiche di squadra
| Competizione      | Punti | In casa | In casa | In casa | In casa | In casa | In casa | In trasferta | In trasferta | In trasferta | In trasferta | In trasferta | In trasferta | Totale | Totale | Totale | Totale | Totale | Totale | DR  |
| Competizione      | Punti | G       | V       | N       | P       | Gf      | Gs      | G            | V            | N            | P            | Gf           | Gs           | G      | V      | N      | P      | Gf     | Gs     | DR  |
| ----------------- | ----- | ------- | ------- | ------- | ------- | ------- | ------- | ------------ | ------------ | ------------ | ------------ | ------------ | ------------ | ------ | ------ | ------ | ------ | ------ | ------ | --- |
| Bundesliga        | 29    | 17      | 6       | 4       | 7       | 23      | 24      | 17           | 2            | 1            | 14           | 20           | 43           | 34     | 8      | 5      | 21     | 43     | 67     | -24 |
| Coppa di Germania | -     | 2       | 1       | 1       | 0       | 3       | 2       | 2            | 2            | 0            | 0            | 3            | 0            | 4      | 3      | 1      | 0      | 6      | 2      | +4  |
| Totale            | 29    | 19      | 7       | 5       | 7       | 26      | 26      | 19           | 4            | 1            | 14           | 23           | 43           | 38     | 11     | 6      | 21     | 49     | 69     | -20 |

### Andamento in campionato
| Giornata  | 1 | 2  | 3  | 4  | 5  | 6  | 7  | 8  | 9  | 10 | 11 | 12 | 13 | 14 | 15 | 16 | 17 | 18 | 19 | 20 | 21 | 22 | 23 | 24 | 25 | 26 | 27 | 28 | 29 | 30 | 31 | 32 | 33 | 34 |
| --------- | - | -- | -- | -- | -- | -- | -- | -- | -- | -- | -- | -- | -- | -- | -- | -- | -- | -- | -- | -- | -- | -- | -- | -- | -- | -- | -- | -- | -- | -- | -- | -- | -- | -- |
| Luogo     | C | T  | C  | T  | C  | T  | T  | C  | T  | C  | T  | C  | T  | C  | T  | C  | T  | T  | C  | T  | C  | T  | C  | C  | T  | C  | T  | C  | T  | C  | T  | C  | T  | C  |
| Risultato | V | P  | P  | P  | P  | P  | P  | V  | P  | V  | P  | P  | V  | N  | P  | P  | P  | P  | P  | P  | P  | P  | N  | P  | P  | N  | P  | V  | P  | V  | N  | V  | V  | N  |
| Posizione | 4 | 10 | 11 | 16 | 17 | 17 | 18 | 15 | 18 | 15 | 17 | 17 | 16 | 17 | 17 | 18 | 18 | 18 | 18 | 18 | 18 | 18 | 18 | 18 | 18 | 18 | 18 | 18 | 18 | 18 | 18 | 18 | 17 | 17 |

Legenda:

Luogo: C = Casa; T = Trasferta. Risultato: V = Vittoria; N = Pareggio; P = Sconfitta.

### Statistiche dei giocatori
| Giocatore      | Bundesliga | Bundesliga | Bundesliga  | Bundesliga | Coppa di Germania | Coppa di Germania | Coppa di Germania | Coppa di Germania | Totale   | Totale | Totale      | Totale     |
| Giocatore      | Presenze   | Reti       | Ammonizioni | Espulsioni | Presenze          | Reti              | Ammonizioni       | Espulsioni        | Presenze | Reti   | Ammonizioni | Espulsioni |
| -------------- | ---------- | ---------- | ----------- | ---------- | ----------------- | ----------------- | ----------------- | ----------------- | -------- | ------ | ----------- | ---------- |
| S. Beneking    | 1          | 0          | 0           | 0          | 0                 | 0                 | 0                 | 0                 | 1        | 0      | 0           | 0          |
| F. Blank       | 0          | 0          | 0           | 0          | 0                 | 0                 | 0                 | 0                 | 0        | 0      | 0           | 0          |
| A. Bornemann   | 0          | 0          | 0           | 0          | 0                 | 0                 | 0                 | 0                 | 0        | 0      | 0           | 0          |
| D. Burić       | 26         | 3          | 10          | 0          | 3                 | 0                 | 3                 | 0                 | 29       | 3      | 13          | 0          |
| H. Decheiver   | 19         | 6          | 3           | 0          | 2                 | 1                 | 0                 | 0                 | 21       | 7      | 3           | 0          |
| O. Freund      | 23         | 1          | 4           | 1          | 3                 | 0                 | 0                 | 0                 | 26       | 1      | 4           | 1          |
| D. Frey        | 21         | 1          | 7           | 1          | 4                 | 0                 | 1                 | 0                 | 25       | 1      | 8           | 1          |
| M. Frontzeck   | 15         | 1          | 0           | 0          | 0                 | 0                 | 0                 | 0                 | 15       | 1      | 0           | 0          |
| M. Guezmir     | 14         | 1          | 3           | 0          | 0                 | 0                 | 0                 | 0                 | 14       | 1      | 3           | 0          |
| M. Heidenreich | 31         | 2          | 5           | 0          | 3                 | 0                 | 1                 | 0                 | 34       | 2      | 6           | 0          |
| D. Hummel      | 3          | 0          | 0           | 0          | 0                 | 0                 | 0                 | 0                 | 3        | 0      | 0           | 0          |
| N. Jurčević    | 23         | 3          | 4           | 0          | 3                 | 1                 | 1                 | 0                 | 26       | 4      | 5           | 0          |
| R. Kohl        | 14         | 1          | 5           | 0          | 0                 | 0                 | 0                 | 0                 | 14       | 1      | 5           | 0          |
| S. Korell      | 23         | 0          | 3           | 0          | 3                 | 0                 | 2                 | 0                 | 26       | 0      | 5           | 0          |
| S. Marasek     | 8          | 0          | 3           | 0          | 3                 | 0                 | 2                 | 0                 | 11       | 0      | 5           | 0          |
| S. Müller      | 4          | 0          | 0           | 0          | 2                 | 0                 | 0                 | 0                 | 6        | 0      | 0           | 0          |
| K. Neitzel     | 2          | 0          | 0           | 0          | 1                 | 0                 | 0                 | 0                 | 3        | 0      | 0           | 0          |
| T. Rath        | 19         | 1          | 3           | 2          | 4                 | 0                 | 0                 | 0                 | 23       | 1      | 3           | 2          |
| J. Schmadtke   | 30         | 0          | 2           | 0          | 4                 | 0                 | 0                 | 0                 | 34       | 0      | 2           | 0          |
| P. Seretis     | 9          | 0          | 0           | 0          | 0                 | 0                 | 0                 | 0                 | 9        | 0      | 0           | 0          |
| M. Spanring    | 22         | 1          | 7           | 0          | 3                 | 3                 | 0                 | 0                 | 25       | 4      | 7           | 0          |
| U. Spies       | 29         | 3          | 1           | 0          | 2                 | 0                 | 0                 | 0                 | 31       | 3      | 1           | 0          |
| M. Sternkopf   | 16         | 0          | 2           | 1          | 1                 | 0                 | 0                 | 0                 | 17       | 0      | 2           | 1          |
| A. Sundermann  | 10         | 1          | 1           | 0          | 0                 | 0                 | 0                 | 0                 | 10       | 1      | 1           | 0          |
| A. Sutter      | 20         | 4          | 3           | 0          | 3                 | 0                 | 0                 | 0                 | 23       | 4      | 3           | 0          |
| T. Vogel       | 21         | 0          | 4           | 0          | 2                 | 0                 | 0                 | 0                 | 23       | 0      | 4           | 0          |
| M. Wagner      | 16         | 0          | 0           | 0          | 2                 | 0                 | 0                 | 0                 | 18       | 0      | 0           | 0          |
| U. Wassmer     | 20         | 7          | 1           | 1          | 3                 | 1                 | 1                 | 0                 | 23       | 8      | 2           | 1          |
| A. Zeyer       | 25         | 2          | 2           | 0          | 3                 | 0                 | 0                 | 0                 | 28       | 2      | 2           | 0          |